# 建国西路620、622号住宅
建国西路620、622号住宅位于上海市徐汇区建国西路北侧，高安路、安亭路之间，紧邻原为王时新住宅的波兰驻上海总领事馆，为两幢结构和风格均十分相似的独立花园住宅。

## 历史
住宅由法商赉安洋行设计，中法营造厂承建，1924年竣工。北极冰箱公司老板陈三才和政治人物汪精卫曾先后居住于此。解放后，这两幢住宅曾被划归建国西路机关幼儿园使用。目前建国西路620号为住宅，建国西路622号仍为机关幼儿园。该住宅分别于1999年和2003年，列入第三批上海市优秀历史建筑和徐汇区登记不可移动文物名单。
2015年初，建国西路622号进行改建，对外立面和房屋结构进行了较大的改动。此举引发了许多争议。

## 建筑特色
住宅建筑占地面积800平方米，为三层(局部四层)砖混结构，建筑风格为德国青年派风格。建筑为清水红砖墙面（622号已重新粉刷），局部采用水泥饰面，并砌有立砖作为水平带饰。其南立面结构不对称，采用折线形的屋檐和跌檐式山墙，顶层拥有半圆形的拱券窗和拱形阳台。建筑东立面有突出墙面的六边形凸窗，底层转角处采用砖砌立柱，具有古典主义风格的特征。
建筑室内采用木装饰，带有中式风格的特点。